# Tiszacsege
Tiszacsege es una ciudad en el condado de Hajdú-Bihar, en la región de la Gran Llanura del Norte del este de Hungría.

## Geografía
Tiszacsege se encuentra en el margen derecho del río Tisza, aproximadamente 51 km al noroeste de Debrecen, la capital del condado. La ciudad se encuentra cerca de la frontera con el condado de Borsod-Abaúj-Zemplén y colinda con el Parque Nacional del Hortobágy, declarado Patrimonio de la Humanidad por la UNESCO. Su superficie total es de 136,4 km².

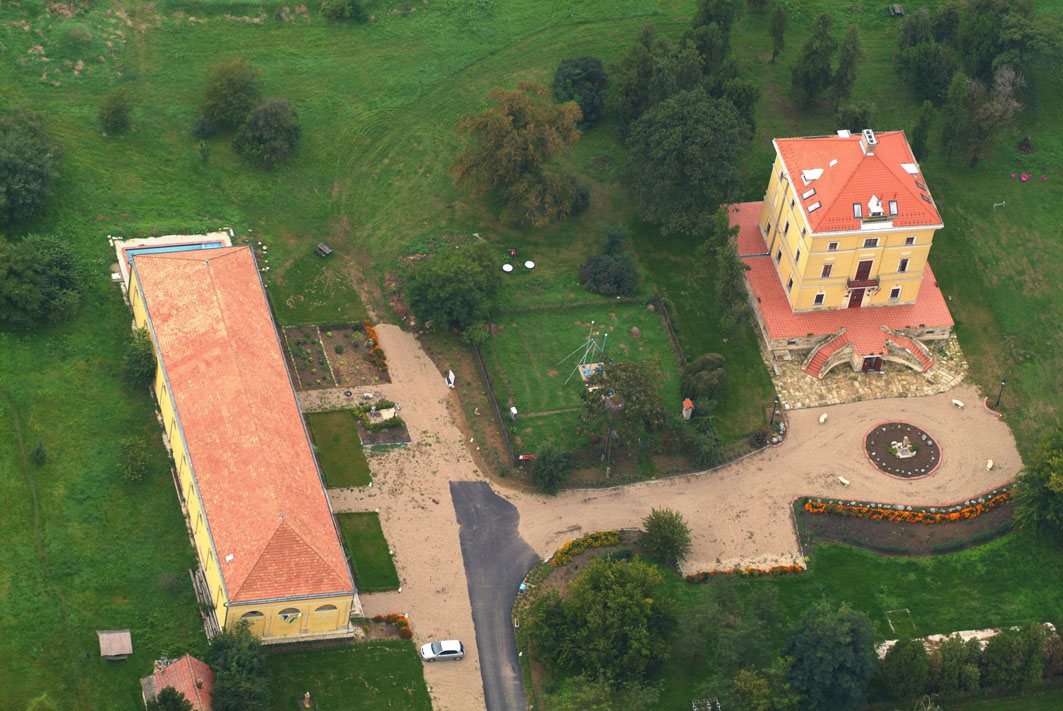
Tiszacsege - Palacio desde arriba

## Historia
La localidad se nombra por primera vez en registros históricos en 1067. En 1241, durante la invasión mongola de Europa, las fuerzas mongol-tártaras se concentraron en la zona antes de la batalla de Mohi. En el siglo XV, la ciudad, entonces conocida como Csege, obtuvo derechos de mercado. Tiszacsege fue designada oficialmente como ciudad en el año 2000.

## Demografía
A fecha de 1 de enero de 2024, Tiszacsege tenía una población de 4 234 habitantes. La densidad de población es de aproximadamente 31 habitantes por kilómetro cuadrado.

## Transporte
Se puede acceder a Tiszacsege por las carreteras regionales 3307, 3315 y 3322. Si bien anteriormente la ciudad contaba con el servicio de la línea ferroviaria Ohat-Pusztakócs-Nyíregyháza, sin embargo, los servicios de pasajeros se detuvieron en diciembre de 2009. La estación de tren operativa más cercana está en Egyek. La ciudad dispone de un servicio de ferry que cruza el río Tisza hasta Ároktő desde el amanecer hasta el atardecer. Además, la ruta ciclista internacional EuroVelo 11 pasa por Tiszacsege.